# Michał Toczyski
Michał Toczyski (ur. 4 stycznia 1980 w Warszawie) – polski producent filmowy i telewizyjny. Studiował w Instytucie Nauk Politycznych Uniwersytetu Warszawskiego. W czasie studiów wydawał i redagował czasopismo Obserwacje. Magazyn Ludzi Młodych.

## Producent filmowy
- 2012 – W sypialni (reż. Tomasz Wasilewski)

## Producent kreatywny programów telewizyjnych
- 2023: Ahoj Mazury, Polsat (transmisja „na żywo” 29 lipca 2023)[3]
- 2019: Las bliżej Nas, TVP1 (13 odcinków, emisja od 8 września 2019)
- 2018: Las bliżej Nas, TVP1 (13 odcinków, emisja od 2 września 2018)
- 2018: All Star Volley, Eurosport 2 (transmisja „na żywo” 16 czerwca 2018)
- 2017: Zaręczyny, TVP2 (emisja 17 grudnia 2017)

## Redaktor programów telewizyjnych
- 2020 – 2023: Comedy Club, Comedy Central (Polska)

## Festiwale, nagrody, nominacje i wyróżnienia
- 2012 – Festiwal Polskich Filmów Fabularnych w Gdyni (nominacja do nagrody Złotych Lwów)
- 2012 – Międzynarodowy Festiwal Filmowy w Karlowych Warach (nominacja do nagrody Forum of Independents[4])
- 2012 – Tofifest (nominacja do nagrody „FROM POLAND. Konkurs Polski”).
- 2012 – Międzynarodowy Festiwal Filmowy w Kownie[5] (nominacja do nagrody głównej, oficjalna selekcja)
- 2012 – Międzynarodowy Festiwal Filmowy w Salonikach (nominacja do nagrody głównej, oficjalna selekcja)
- 2012 – Międzynarodowy Festiwal Filmowy w Brisbane[6] (nominacja do nagrody głównej, oficjalna selekcja)
- 2012 – Zurich Film Festival (ZFF) (nominacja do nagrody Golden Eye w kategorii najlepszy międzynarodowy film fabularny)
- 2012 – Festiwal „KinoPolska” w Paryżu – Nagroda Główna[7][8][9]
- 2012 – Mannheim Heidelberg International Film Festival – Nagroda Jury Ekumenicznego[10]
- 2013 – Międzynarodowy Festiwal Filmowy w Göteborgu[11][12] (pokaz specjalny)
- 2013 – Jameson Dublin International Film Festival[13] (pokaz specjalny)

## Jury
- 2013 – Festiwal Filmowy QL[14]